# Ab DeMarco (hockey sur glace, 1949)
Pour les articles homonymes, voir Ab DeMarco.
Albert Thomas DeMarco Jr., dit Ab DeMarco, (né le 27 février 1949 à Cleveland aux États-Unis) est un joueur professionnel canadien de hockey sur glace qui évoluait au poste de défenseur. Il est le fils de Ab DeMarco qui a également été hockeyeur professionnel au cours des années 1940.

## Carrière
Après une saison dans l'Association de hockey de l'ontario (AHO) et avoir représenté le Canada lors du championnat du monde de 1969, DeMarco signa avec les Rangers de New York. Il resta quatre ans avec les Rangers puis fut échangé à Saint-Louis. Il y resta deux saisons avant d'être à nouveau échangé aux Penguins de Pittsburgh. Deux ans plus tard, c'est la direction des Canucks de Vancouver qu'il prit. Encore deux années et c'est à Los Angeles qu'il posa ses valises pour deux nouvelles saisons. Après une saison dans l'association mondiale de hockey, avec les Oilers d'Edmonton, il passa sa dernière saison dans la LNH avec les Bruins de Boston, ne jouant que trois matchs avant de terminer sa carrière dans la ligue nationale B en Suisse avec le HC Ambri-Piotta.

## Statistiques
| Saison     | Équipe                 | Ligue      |     | Saison régulière | Saison régulière | Saison régulière | Saison régulière | Saison régulière |    | Séries éliminatoires | Séries éliminatoires | Séries éliminatoires | Séries éliminatoires | Séries éliminatoires |
| Saison     | Équipe                 | Ligue      | PJ  | B                | A                | Pts              | Pun              | PJ               | B  | A                    | Pts                  | Pun                  |                      |                      |
| 1964-1965  | Trappers de North Bay  | AHJNO      | 4   | 0                | 3                | 3                | 0                | 9                | 0  | 6                    | 6                    | 12                   |                      |                      |
| 1965-1966  | Trappers de North Bay  | AHJNO      | 26  | 4                | 19               | 23               | 16               | 12               | 0  | 10                   | 10                   | 2                    |                      |                      |
| 1966-1967  | Trappers de North Bay  | AHJNO      | 38  | 11               | 35               | 46               | 22               | 1                | 1  | 0                    | 1                    | 0                    |                      |                      |
| 1967-1968  | Rangers de Kitchener   | AHO        | 49  | 9                | 30               | 39               | 24               | 19               | 13 | 11                   | 24                   | 21                   |                      |                      |
| 1968-1969  | Nationals d'Ottawa     | AHO Sr     | 8   | 4                | 8                | 12               | 7                |                  |    |                      |                      |                      |                      |                      |
| 1968-1969  | Canada                 | CM         | 9   | 1                | 0                | 1                | 6                |                  |    |                      |                      |                      |                      |                      |
| 1969-1970  | Knights d'Omaha        | LCH        | 60  | 6                | 30               | 36               | 19               | --               | -- | --                   | --                   | --                   |                      |                      |
| 1969-1970  | Rangers de New York    | LNH        | 3   | 0                | 0                | 0                | 0                | 5                | 0  | 0                    | 0                    | 2                    |                      |                      |
| 1970-1971  | Knights d'Omaha        | LCH        | 54  | 17               | 25               | 42               | 18               | --               | -- | --                   | --                   | --                   |                      |                      |
| 1970-1971  | Rangers de New York    | LNH        | 2   | 0                | 1                | 1                | 0                | --               | -- | --                   | --                   | --                   |                      |                      |
| 1971-1972  | Rangers de New York    | LNH        | 48  | 4                | 7                | 11               | 4                | 4                | 0  | 1                    | 1                    | 0                    |                      |                      |
| 1972-1973  | Rangers de New York    | LNH        | 51  | 4                | 13               | 17               | 15               | --               | -- | --                   | --                   | --                   |                      |                      |
| 1972-1973  | Blues de Saint-Louis   | LNH        | 14  | 4                | 9                | 13               | 2                | 4                | 1  | 1                    | 2                    | 2                    |                      |                      |
| 1973-1974  | Blues de Saint-Louis   | LNH        | 23  | 3                | 9                | 12               | 11               | --               | -- | --                   | --                   | --                   |                      |                      |
| 1973-1974  | Penguins de Pittsburgh | LNH        | 34  | 7                | 12               | 19               | 4                | --               | -- | --                   | --                   | --                   |                      |                      |
| 1974-1975  | Penguins de Pittsburgh | LNH        | 8   | 2                | 1                | 3                | 4                | --               | -- | --                   | --                   | --                   |                      |                      |
| 1974-1975  | Canucks de Vancouver   | LNH        | 61  | 10               | 14               | 24               | 21               | 2                | 0  | 0                    | 0                    | 0                    |                      |                      |
| 1975-1976  | Canucks de Vancouver   | LNH        | 34  | 3                | 8                | 11               | 2                | --               | -- | --                   | --                   | --                   |                      |                      |
| 1975-1976  | Kings de Los Angeles   | LNH        | 30  | 4                | 3                | 7                | 6                | 9                | 0  | 0                    | 0                    | 11                   |                      |                      |
| 1976-1977  | Texans de Fort Worth   | LCH        | 31  | 4                | 15               | 19               | 20               | --               | -- | --                   | --                   | --                   |                      |                      |
| 1976-1977  | Kings de Los Angeles   | LNH        | 33  | 3                | 3                | 6                | 6                | 1                | 0  | 0                    | 0                    | 2                    |                      |                      |
| 1977-1978  | Oilers d'Edmonton      | AMH        | 47  | 6                | 8                | 14               | 20               | 1                | 0  | 0                    | 0                    | 0                    |                      |                      |
| 1978-1979  | Bruins de Boston       | LNH        | 3   | 0                | 0                | 0                | 0                | --               | -- | --                   | --                   | --                   |                      |                      |
| 1978-1979  | HC Ambrì-Piotta        | LNB        | 19  | 14               | 9                | 23               | 39               |                  |    |                      |                      |                      |                      |                      |
| 1979-1980  | HC Ambrì-Piotta        | LNB        | 33  | 22               | 20               | 42               | 58               |                  |    |                      |                      |                      |                      |                      |
| Totaux AMH | Totaux AMH             | Totaux AMH | 47  | 6                | 8                | 14               | 20               | 1                | 0  | 0                    | 0                    | 0                    |                      |                      |
| Totaux LNH | Totaux LNH             | Totaux LNH | 344 | 44               | 80               | 124              | 75               | 25               | 1  | 2                    | 3                    | 17                   |                      |                      |

### Transaction en carrière
- 2 mars 1973. Échangé aux Blues de Saint-Louis par les Rangers de New-York pour Mike Murphy[3].

- 17 janvier 1974. Échangé aux Penguins de Pittsburgh en compagnie de Steve Durbano et de Bob Kelly par les Blues de Saint-Louis pour Greg Polis, Bryan Watson et un choix de repêchage de 2e tour en 1974 (Bob Hess en 26e position).

- 2 novembre 1974. Échangé aux Canucks de Vancouver par les Penguins de Pittsburgh pour Barry Wilkins.

- 14 janvier 1976. Échangé aux Kings de Los Angeles par les Canucks de Vancouver pour un choix de repêchage de 2e tour en 1977 (Brian Hill en 31e position).

- 23 mai 1977. Échangé aux Flames de Calgary par les Kings de Los Angeles pour Randy Manery.